# Vincent Redetzki

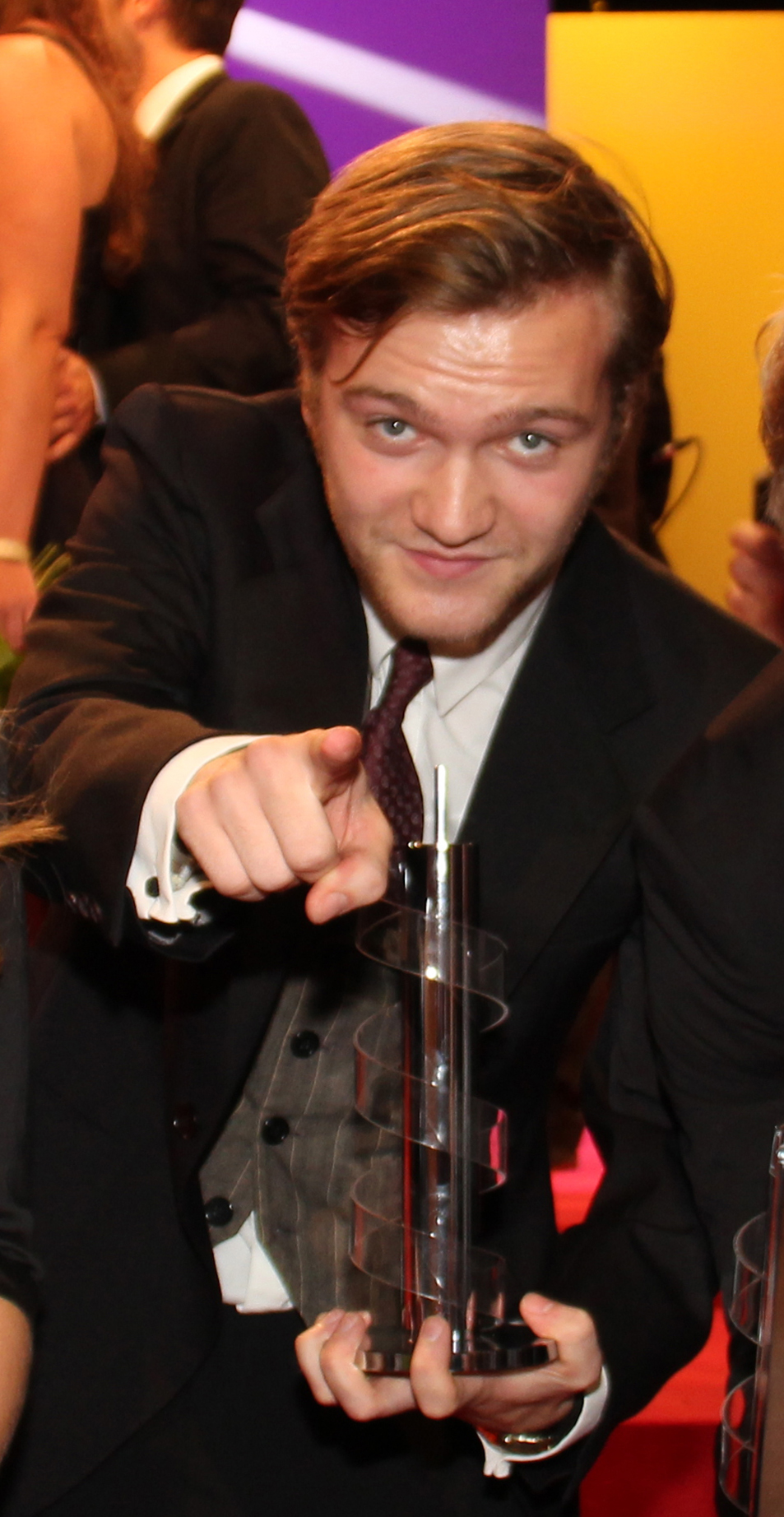
Redetzki beim Hessischen Film- und Kinopreis 2012

Vincent Redetzki (* 1. April 1992 in Berlin) ist ein deutscher Schauspieler.

## Leben und Wirken
Redetzki stand im Alter von sechs Jahren für eine kleine Rolle in Gute Zeiten, schlechte Zeiten erstmals vor der Kamera. Mit zwölf Jahren spielte er in Andreas Dresens Kinofilm Sommer vorm Balkon seine erste Ensemblehauptrolle. Seit dem Alter von elf Jahren ist er regelmäßig an der Berliner Schaubühne am Lehniner Platz zu sehen. Hier spielte er in Uraufführungen von Falk Richters Unter Eis (2003), Die Verstörung (2006), Im Ausnahmezustand (2007) und Trust (2009). Von 2014 bis 2018 studierte er Schauspiel an der Hochschule für Schauspielkunst „Ernst Busch“ in Berlin.
Auf der Leinwand war er immer wieder zu sehen, unter anderem im Kinofilm Die Wilden Hühner sowie in den Fortsetzungen Die Wilden Hühner und die Liebe und Die Wilden Hühner und das Leben, in einer Ensemblehauptrolle in Die kommenden Tage und im ersten Teil des Mehrteilers Die Wölfe, wofür er 2009 gemeinsam mit fünf anderen Nachwuchsdarstellern mit dem Förderpreis des deutschen Fernsehpreises ausgezeichnet wurde. Seit 2013 spielt Redetzki im Magdeburger Polizeiruf 110 den Sohn der Kommissarin Doreen Brasch (Claudia Michelsen).
Seit der Spielzeit 2018/19 ist er Ensemblemitglied bei den Münchner Kammerspielen.

## Filmografie

### Kino
- 2005: Sommer vorm Balkon, Regie: Andreas Dresen
- 2006: Die Wilden Hühner, Regie: Vivian Naefe
- 2007: Die Wilden Hühner und die Liebe, Regie: Vivian Naefe
- 2009: Die Wilden Hühner und das Leben, Regie: Vivian Naefe
- 2009: Für Miriam, Regie: Lars-Gunnar Lotz
- 2010: Die kommenden Tage, Regie: Lars Kraume
- 2012: Landerdbeeren, Regie: Esther Bialas (Kurzfilm)
- 2013: Wolfskinder, Regie: Rick Ostermann
- 2014: Jack, Regie: Edward Berger
- 2018: Oktopus und Muräne, Regie: Sebastian Husak
- 2021: Rheingold, Regie: Fatih Akin

### Fernsehen
- 1998: Gute Zeiten, schlechte Zeiten
- 2003: Für alle Fälle Stefanie
- 2004: Was heißt hier Oma, Regie: Ariane Zeller (ARD)
- 2004: Stauffenberg
- 2005: Die Luftbrücke – Nur der Himmel war frei, Regie: Dror Zahavi (Sat. 1)
- 2009: Die Wölfe, Regie: Friedemann Fromm (ZDF)
- 2009: Tatort – Mit ruhiger Hand, Regie: Maris Pfeiffer (WDR)
- 2009: Der Doc und die Hexe, Regie: Vivian Naefe (ZDF)
- 2010: SOKO Leipzig (Fernsehserie, Folge Ganz nah dran), Regie: Maris Pfeiffer (ZDF)
- 2010: Tatort – Tod einer Lehrerin, Regie: Thomas Freundner (SWR)
- 2011: Der Doc und die Hexe: Nebenwirkungen (Teil 3 und 4), Regie: Vivian Naefe (ZDF)
- 2012: Mittlere Reife, Regie: Martin Enlen (ARD)
- 2012: Tatort – Im Namen des Vaters, Regie: Lars Kraume (HR)
- 2013: Polizeiruf 110 – Der verlorene Sohn, Regie: Friedemann Fromm (MDR)
- 2013: Die Frau hinter der Wand, Regie: Grzegorz Muskala (ZDF)
- 2013: Polizeiruf 110 – Wolfsland, Regie: Ed Herzog (rbb)
- 2014: Mord am Höllengrund, Regie: Maris Pfeiffer (ZDF)
- 2014: SOKO Köln (Fernsehserie, Folge: Wer ohne Sünde ist), Regie: Lars Gunnar Lotz (ZDF)
- 2015: Die Klasse – Berlin '61, Regie: Ben von Grafenstein (ARD)
- 2015: Letzte Spur Berlin (Fernsehserie, Folge: Allesfresser), Regie: Züli Aladag (ZDF)
- 2015: Dengler – Die letzte Flucht, Regie: Lars Kraume (ZDF)
- 2015: Das richtige Leben, Regie: Robert Heber (MDR)
- 2019: Tatort: Weiter, immer weiter, Regie: Sebastian Ko (WDR)
- 2019: Brecht, Regie: Heinrich Breloer (ARD)
- 2020: Die Chefin (Fernsehserie, Folge: Verzockt), Regie: Grzegorz Muskala (ZDF)
- 2020: 3 ½ Stunden (Fernsehfilm), Regie: Ed Herzog (ARD)
- 2021: Kleo, Regie: Viviane Andereggen, Jano Ben Chaabane (Netflix)
- 2024: Kleo, Regie: Nina Vukovic, Isabel Braak (Netflix)
- 2025: Levi Strauss und der Stoff der Träume, Regie: Neele Leana Vollmar (ARD)

## Theater (Auswahl)

### Theater am Kurfürstendamm Berlin
- 2001: Curth Flatow / Horst Pillau: Fenster zum Flur, Regie: Klaus Sonnenschein

### Schaubühne am Lehniner Platz Berlin
- 2002: William Shakespeare: Macbeth, Regie: Christina Paulhofer – Rolle: Sohn
- 2003: Sarah Kane: Phaidras Liebe, Regie: Christina Paulhofer – Rolle: Kind
- 2004: Falk Richter: Das System 2: Unter Eis (UA), Regie: Falk Richter – Rolle: Kind
- 2004: Falk Richter: Electronic City, Regie: Falk Richter
- 2005: Falk Richter: Die Verstörung (UA), Regie: Falk Richter
- 2006: Debbie Tucker Green: Stoning Mary, Regie: Benedict Andrews – Rolle: Kindersoldat
- 2007: Falk Richter: Im Ausnahmezustand (UA), Regie: Falk Richter – Rolle: Junge
- 2007: Henrik Ibsen: Gespenster, Regie: Sebastian Nübling – Rolle: Butler
- 2009: Falk Richter: Trust, Regie: Falk Richter
- 2009: Tennessee Williams: Endstation Sehnsucht, Regie: Benedict Andrews  – Rolle: Junger Kassierer
- 2016: Georg Büchner: Dantons Tod, Regie: Peter Kleinert

### Münchner Kammerspiele
- 2018: William Shakespeare, Macbeth, Regie: Amir Reza Koohestani
- 2019: Anta Helena Recke: Die Kränkungen der Menschheit, Regie: Anta Helena Recke
- 2019: Virginie Despentes: Das Leben des Vernon Subutex, Regie: Stefan Pucher
- 2019: Werther’s Quest for Love, Regie: Jonny-Bix Bongers
- 2020: Falk Richter: Touch, Regie: Anouk van Dijk[4]
- 2020: Enis Macis: Wunde R (UA), Regie: Felix Rothenhäusler
- 2021: Pınar Karabulut / Mehdi Moradpour (nach Texten von Gisela Elsner): Der Sprung vom Elfenbeinturm, Regie: Pınar Karabulut[5]
- 2021: Nora Abdel-Maksoud: Jeeps (UA), Regie: Nora Abdel-Maksoud  – Rolle: Gabor[6]
- 2022: Cosima Terrasse, Hans Block und Moritz Riesewieck (Gruppe Laokoon): Wo du mich findest, Regie: Cosima Terrasse, Hans Block und Moritz Riesewieck (Gruppe Laokoon)[7]

### Theater Viel Lärm um Nichts München
- 2023: Die Geschichte mit der Lampe –  Fragmente einer unendlichen Liebe. Inszenierung: Alexander Vaassen

## Hörspiele
- 2015: Barbara Kenneweg: Krieg der Söhne – Regie: Barbara Kenneweg (RBB)
- 2015: Wolfgang Zander: Seltene Erden (Radio-Tatort) – Regie: Nikolai von Koslowski (RBB)
- 2021: Teresa Dopler: Unsere blauen Augen (Max) – Regie: Stefan Kanis (MDR)

## Auszeichnungen
- 2006: Undine Award als Bester Filmdebütant in Sommer vorm Balkon
- 2009: Förderpreis des Deutschen Fernsehpreises für Die Wölfe
- 2012: Hessischer Fernsehpreis, Sonderpreis der Jury zusammen mit Isabel Bongard, Sonja Gerhardt, Anton Rubtsov und Jannik Schümann für ihre Ensembleleistung in Mittlere Reife
- 2022: Verein zur Förderung der Münchner Kammerspiele e. V.: Förderpreis

## Belege
1. ↑  Schaubühne – Ensemble – Schauspieler – Vincent Redetzki. Abgerufen am 26. Januar 2014.
2. ↑  Vincent Redetzki. Abgerufen am 23. April 2022.
3. ↑  ernstbuschabsolventen2018: Vincent Redetzki. In: Instagram. Abgerufen am 23. April 2022.
4. ↑  TOUCH – Programm – Kammerspiele. Abgerufen am 23. April 2022.
5. ↑  Der Sprung vom Elfenbeinturm – Programm – Kammerspiele. Abgerufen am 23. April 2022.
6. ↑  Jeeps – Programm – Kammerspiele. Abgerufen am 23. April 2022.
7. ↑  Wo du mich findest – Programm – Kammerspiele. Abgerufen am 23. April 2022.

| Personendaten    | Personendaten          |
| ---------------- | ---------------------- |
| NAME             | Redetzki, Vincent      |
| KURZBESCHREIBUNG | deutscher Schauspieler |
| GEBURTSDATUM     | 1. April 1992          |
| GEBURTSORT       | Berlin-Charlottenburg  |